# Oleksandra Kononova
Oleksandra Mykolaïevna Kononova (en ukrainien : Олександра Миколаївна Кононова), née le 27 février 1991, est une fondeuse et biathlète handisport ukrainienne concourant en LW8 pour les athlètes debout.

## Carrière
Kononova a une ostéomyélite alors qu'elle est bébé qui affecte sa main droite qui ne se développe pas correctement. Elle est abandonnée par ses parents et élevée par sa grand-mère.
Pour ses premiers Jeux en 2010, elle remporte son premier titre paralympique sur le 12,5 km. Lors des Jeux à Sotchi en 2014, elle rafle trois médailles, une pour de chaque métal : l'or sur le 12,5 km, l'argent sur le 10 km et le bronze sur le 5 km. Aux Jeux paralympiques d'hiver de 2022, elle obtient l'argent sur le 12,5 km lors d'un podium 100% ukrainien avec ses coéquipières Iryna Bui (or) et Liudmyla Liashenko (bronze).

## Palmarès

### Jeux paralympiques

#### Ski de fond
| Épreuve / Édition | relais | sprint debout | 5 km debout | 15 km debout |
| ----------------- | ------ | ------------- | ----------- | ------------ |
| JP 2010 Vancouver | Argent | Or            | Or          | 4e           |
| JP 2014 Sotchi    | 4e     | 5e            | Bronze      | 6e           |
| JP 2022 Pékin     |        |               |             |              |

#### Biathlon
| Épreuve / Édition | 6 km debout | 10 km debout | 12,5 km debout |
| ----------------- | ----------- | ------------ | -------------- |
| JP 2010 Vancouver | —           | —            | Or             |
| JP 2014 Sotchi    | 5e          | Argent       | Or             |
| JP 2022 Pékin     | 11e         |              | Argent         |